# Шимеліс Бекеле
Шимеліс Бекеле Годо (амх. ሽመልስ በቀለ; нар. 2 січня 1990, Аваса, Ефіопія) — ефіопський футболіст, атакувальний півзахисник єгипетського клубу «Ель-Гуна» та національної збірної Ефіопії.

## Стиль гри
Вважався одним з найпеспективніших ефіопських футболістів. Шимеліс — плеймейкер, добре володіє м'ячем та швидко переміщується з м'ячем, також може зіграти на всьому фланзі атаки.

## Клубна кар'єра
Футболом розпочав займатися в «Авасса Сіті», де й розпочав дорослу футбольну кар'єру. У 2011 році перейшов у «Сент-Джордж», з яким виграв національний чемпіонат. У 2013 році підписав 3-річний контракт з лівійським клубом «Аль-Іттіхад» (Триполі). Після нетривалого періоду виступу в Судані за «Аль-Меррейх» (Ом), 7 вересня 2014 року підписав 3-річний контракт з єгипетським «Петроджетом». 15 червня 2016 року відзначився хет-триком у воротах «Міср ель-Макаси». 13 січня 2019 року, будучи капітаном «Петроджета», підписав контракт з «Міср ель-Макаса», до кінця 2023 року. 3 вересня 2021 року перейшов до «Ель-Гуни».

## Кар'єра в збірній
У футболці національної збірної Ефіопії дебютував 18 серпня 2010 року в товариському матчі проти Кенії. 2 січня 2013 року викликаний Севнетом Бішау для участі в Кубку африканських націй 2013 року. Дебютував на турнірі 21 січня в поєдинку проти Замбії, але на 40-й хвилині його замінив Зеріхун Таделе, який замінив видаленого основного воротаря Джемаля Тассеу. Згодом його також викликли на Кубок африканських націй 2021 року.

## Статистика виступів

### Клубна
Станом на 3 вересня 2021.
| Сезон                        | Команда                      | Чемпіонат                    | Чемпіонат | Чемпіонат | Нац. кубок | Нац. кубок | Нац. кубок | Конт. кубок | Конт. кубок | Конт. кубок | Інші кубки | Інші кубки | Інші кубки | Загалом | Загалом |
| Сезон                        | Команда                      | Змаг.                        | Матчі     | Голи      | Змаг.      | Матчі      | Голи       | Змаг.       | Матчі       | Голи        | Змаг.      | Матчі      | Голи       | Матчі   | Голи    |
| ---------------------------- | ---------------------------- | ---------------------------- | --------- | --------- | ---------- | ---------- | ---------- | ----------- | ----------- | ----------- | ---------- | ---------- | ---------- | ------- | ------- |
| 2014-2015                    | «Петроджет»                  | ПЛ                           | 33        | 8         | КЄ         | 3          | 0          | КК          | 3           | 0           | -          | -          | -          | 39      | 8       |
| 2015-2016                    | «Петроджет»                  | ПЛ                           | 26        | 6         | КЄ         | 1          | 0          | -           | -           | -           | -          | -          | -          | 27      | 6       |
| 2016-2017                    | «Петроджет»                  | ПЛ                           | 23        | 4         | КЄ         | 1          | 1          | -           | -           | -           | -          | -          | -          | 24      | 5       |
| 2017-2018                    | «Петроджет»                  | ПЛ                           | 26        | 4         | КЄ         | 1          | 0          | -           | -           | -           | -          | -          | -          | 27      | 4       |
| 2018-січ. 2019               | «Петроджет»                  | ПЛ                           | 15        | 7         | КЄ         | 1          | 0          | -           | -           | -           | -          | -          | -          | 16      | 7       |
| Загалом за «Петроджет»       | Загалом за «Петроджет»       | Загалом за «Петроджет»       | 123       | 29        |            | 7          | 1          |             | 3           | 0           |            | -          | -          | 133     | 30      |
| січ.-лип. 2019               | «Міср ель-Макаса»            | ПЛ                           | 15        | 3         | КЄ         | 0          | 0          | -           | -           | -           | -          | -          | -          | 15      | 3       |
| 2019-2020                    | «Міср ель-Макаса»            | ПЛ                           | 19        | 2         | КЄ         | 2          | 0          | -           | -           | -           | -          | -          | -          | 21      | 2       |
| 2020-2021                    | «Міср ель-Макаса»            | ПЛ                           | 26        | 11        | КЄ         | 0          | 0          | -           | -           | -           | -          | -          | -          | 26      | 11      |
| Загалом за «Міср ель-Макаса» | Загалом за «Міср ель-Макаса» | Загалом за «Міср ель-Макаса» | 60        | 16        |            | 2          | 0          |             | -           | -           |            | -          | -          | 62      | 16      |
| 2021-2022                    | «Ель-Гуна»                   | ПЛ                           | 4         | 0         | КЄ         | 0          | 0          | -           | -           | -           | -          | -          | -          | 4       | 0       |
| Усього за кар'єру            | Усього за кар'єру            | Усього за кар'єру            | 187       | 45        |            | 9          | 1          |             | 3           | 0           |            | -          | -          | 199     | 46      |

### У збірній
| Дата       | Місто        | Господарі                        | Результат               | Гості                            | Турнір                                    | Голи | Примітки |
| ---------- | ------------ | -------------------------------- | ----------------------- | -------------------------------- | ----------------------------------------- | ---- | -------- |
| 18-8-2010  | Аддис-Абеба  | Ефіопія                          | 0 – 3                   | Кенія                            | товариський матч                          | -    | 46'      |
| 29-8-2010  | Аддис-Абеба  | Ефіопія                          | 1 – 0                   | Чад                              | товариський матч                          | -    |          |
| 29-11-2010 | Дар-ес-Салам | Ефіопія                          | 1 – 2                   | Уганда                           | Кубок КЕСАФА 2010 - 1-й раунд             | 1    |          |
| 2-12-2010  | Дар-ес-Салам | Кенія                            | 1 – 2                   | Ефіопія                          | Кубок КЕСАФА 2010 - 1-й раунд             | 2    |          |
| 4-12-2010  | Дар-ес-Салам | Малаві                           | 1 – 1                   | Ефіопія                          | Кубок КЕСАФА 2010 - 1-й раунд             | -    |          |
| 7-12-2010  | Дар-ес-Салам | Замбія                           | 1 – 2                   | Ефіопія                          | Кубок КЕСАФА 2010 - 1/4 фіналу            | -    | 68'      |
| 10-12-2010 | Дар-ес-Салам | Ефіопія                          | 0 – 1                   | Кот-д'Івуар                      | Кубок КЕСАФА 2010 - 1/2 фіналу            | -    |          |
| 12-12-2010 | Дар-ес-Салам | Ефіопія                          | 3 – 4                   | Уганда                           | Кубок КЕСАФА 2010 - Фінал за 3-тє місце   | -    |          |
| 27-3-2011  | Абуджа       | Нігерія                          | 4 – 0                   | Ефіопія                          | Відбір до Кубка африканських націй 2012   | -    |          |
| 28-5-2011  | Аддис-Абеба  | Ефіопія                          | 1 – 2                   | Судан                            | товариський матч                          | -    |          |
| 8-10-2011  | Аддис-Абеба  | Ефіопія                          | 4 – 2                   | Мадагаскар                       | Відбір до Кубка африканських націй 2012   | 1    | 46'      |
| 16-11-2011 | Аддис-Абеба  | Ефіопія                          | 5 – 0                   | Сомалі                           | Відбір до ЧС 2014                         | 2    |          |
| 30-11-2011 | Дар-ес-Салам | Ефіопія                          | 0 – 2                   | Кенія                            | Кубок КЕСАФА 2011 - 1-й раунд             | -    | 46'      |
| 2-12-2011  | Дар-ес-Салам | Ефіопія                          | 1 – 1                   | Малаві                           | Кубок КЕСАФА 2011 - 1-й раунд             | -    | 46'      |
| 10-6-2012  | Аддис-Абеба  | Ефіопія                          | 2 – 0                   | Центральноафриканська Республіка | Відбір до ЧС 2014                         | -    | 60'      |
| 14-10-2012 | Аддис-Абеба  | Ефіопія                          | 2 – 0                   | Судан                            | Відбір до Кубка африканських націй 2013   | -    |          |
| 30-12-2012 | Аддис-Абеба  | Ефіопія                          | 1 – 0                   | Нігер                            | товариський матч                          | -    | 46'      |
| 7-1-2013   | Ель-Вакра    | Туніс                            | 1 – 1                   | Ефіопія                          | товариський матч                          | -    | 46'      |
| 11-1-2013  | Аддис-Абеба  | Ефіопія                          | 2 – 1                   | Танзанія                         | товариський матч                          | 1    | 46'      |
| 21-1-2013  | Мбомбела     | Замбія                           | 1 – 1                   | Ефіопія                          | Кубок африканських націй 2013 - 1-й раунд | -    | 40'      |
| 25-1-2013  | Мбомбела     | Буркіна-Фасо                     | 4 – 0                   | Ефіопія                          | Кубок африканських націй 2013 - 1-й раунд | -    | 55'      |
| 24-3-2013  | Аддис-Абеба  | Ефіопія                          | 1 – 0                   | Ботсвана                         | Відбір до ЧС 2014                         | -    |          |
| 8-6-2013   | Лобаце       | Ботсвана                         | 3 – 0                   | Ефіопія                          | Відбір до ЧС 2014                         | -    | 80'      |
| 16-6-2013  | Аддис-Абеба  | Ефіопія                          | 2 – 1                   | ПАР                              | Відбір до ЧС 2014                         | -    | 60'      |
| 14-7-2013  | Аддис-Абеба  | Ефіопія                          | 1 – 0                   | Руанда                           | кваліфікація ЧАН 2014                     | -    |          |
| 27-7-2013  | Кігалі       | Руанда                           | 1 – 0 д.ч. (5 – 6 п.п.) | Ефіопія                          | кваліфікація ЧАН 2014                     | -    | 62'      |
| 6-9-2013   | Браззавіль   | Центральноафриканська Республіка | 1 – 2                   | Ефіопія                          | Відбір до ЧС 2014                         | -    |          |
| 13-10-2013 | Аддис-Абеба  | Ефіопія                          | 1 – 2                   | Нігерія                          | Відбір до ЧС 2014                         | -    | 72'      |
| 16-11-2013 | Калабар      | Нігерія                          | 2 – 0                   | Ефіопія                          | Відбір до ЧС 2014                         | -    | 74'      |
| 3-8-2014   | Луанда       | Ангола                           | 1 – 0                   | Ефіопія                          | товариський матч                          | -    | 37' 66'  |
| 6-9-2014   | Аддис-Абеба  | Ефіопія                          | 1 – 2                   | Алжир                            | Відбір до Кубка африканських націй 2015   | -    |          |
| 10-9-2014  | Блантайр     | Малаві                           | 3 – 2                   | Ефіопія                          | Відбір до Кубка африканських націй 2015   | -    |          |
| 11-10-2014 | Аддис-Абеба  | Ефіопія                          | 0 – 2                   | Малі                             | Відбір до Кубка африканських націй 2015   | -    | 81'      |
| 15-11-2014 | Бліда        | Алжир                            | 3 – 1                   | Ефіопія                          | Відбір до Кубка африканських націй 2015   | -    |          |
| 19-11-2014 | Аддис-Абеба  | Ефіопія                          | 0 – 0                   | Малаві                           | Відбір до Кубка африканських націй 2015   | -    |          |
| 14-6-2015  | Бахр-Дар     | Ефіопія                          | 2 – 1                   | Лесото                           | Відбір до Кубка африканських націй 2017   | -    | 48'      |
| 5-9-2015   | Вікторія     | Сейшельські Острови              | 1 – 1                   | Ефіопія                          | Відбір до Кубка африканських націй 2017   | -    |          |
| 8-10-2015  | Сан-Томе     | Сан-Томе і Принсіпі              | 1 – 0                   | Ефіопія                          | Відбір до ЧС 2018                         | -    |          |
| 11-10-2015 | Аддис-Абеба  | Ефіопія                          | 3 – 0                   | Сан-Томе і Принсіпі              | Відбір до ЧС 2018                         | -    |          |
| 14-11-2015 | Аддис-Абеба  | Ефіопія                          | 3 – 4                   | Республіка Конго                 | Відбір до ЧС 2018                         | 1    |          |
| 17-11-2015 | Браззавіль   | Республіка Конго                 | 2 – 1                   | Ефіопія                          | Відбір до ЧС 2018                         | -    | 83'      |
| 25-3-2016  | Бліда        | Алжир                            | 7 – 1                   | Ефіопія                          | Відбір до Кубка африканських націй 2017   | -    |          |
| 29-3-2016  | Аддис-Абеба  | Ефіопія                          | 3 – 3                   | Алжир                            | Відбір до Кубка африканських націй 2017   | -    | кап.     |
| 5-6-2016   | Масеру       | Лесото                           | 1 – 2                   | Ефіопія                          | Відбір до Кубка африканських націй 2017   | -    | 62'      |
| 3-9-2016   | Аваса        | Ефіопія                          | 2 – 1                   | Сейшельські Острови              | Відбір до Кубка африканських націй 2017   | -    | 83'      |
| 3-6-2017   | Аддис-Абеба  | Ефіопія                          | 0 – 0                   | Уганда                           | товариський матч                          | -    | 46'      |
| 11-6-2017  | Кумасі       | Гана                             | 5 – 0                   | Ефіопія                          | Відбір до Кубка африканських націй 2019   | -    |          |
| 9-9-2018   | Аваса        | Ефіопія                          | 2 – 1                   | Сьєрра-Леоне                     | Відбір до Кубка африканських націй 2019   | -    |          |
| 10-10-2018 | Бахр-Дар     | Ефіопія                          | 0 – 0                   | Кенія                            | Відбір до Кубка африканських націй 2019   | -    |          |
| 14-10-2018 | Найробі      | Кенія                            | 2 – 1                   | Ефіопія                          | Відбір до Кубка африканських націй 2019   | -    |          |
| 18-11-2018 | Аддис-Абеба  | Ефіопія                          | 0 – 2                   | Гана                             | Відбір до Кубка африканських націй 2019   | -    | кап.     |
| 4-9-2019   | Бахр-Дар     | Ефіопія                          | 0 – 0                   | Лесото                           | Відбір до ЧС 2022                         | -    | кап.     |
| 8-9-2019   | Масеру       | Лесото                           | 1 – 1                   | Ефіопія                          | Відбір до ЧС 2022                         | -    | кап. 80' |
| 16-11-2019 | Антананаріву | Мадагаскар                       | 1 – 0                   | Ефіопія                          | Відбір до Кубка африканських націй 2021   | -    | кап.     |
| 19-11-2019 | Бахр-Дар     | Ефіопія                          | 2 – 1                   | Кот-д'Івуар                      | Відбір до Кубка африканських націй 2021   | 1    | кап.     |
| 6-11-2020  | Аддис-Абеба  | Ефіопія                          | 2 – 2                   | Судан                            | товариський матч                          | -    | 64'      |
| 13-11-2020 | Ніамей       | Нігер                            | 1 – 0                   | Ефіопія                          | Відбір до Кубка африканських націй 2021   | -    | 66'      |
| 17-11-2020 | Аддис-Абеба  | Ефіопія                          | 3 – 0                   | Нігер                            | Відбір до Кубка африканських націй 2021   | -    | 90+1'    |
| 17-3-2021  | Бахр-Дар     | Ефіопія                          | 4 – 0                   | Малаві                           | товариський матч                          | -    | 46'      |
| 24-3-2021  | Бахр-Дар     | Ефіопія                          | 4 – 0                   | Мадагаскар                       | Відбір до Кубка африканських націй 2021   | 1    | 88'      |
| 30-3-2021  | Абіджан      | Кот-д'Івуар                      | 3 – 1                   | Ефіопія                          | Відбір до Кубка африканських націй 2021   | -    | 70'      |
| 3-9-2021   | Кейп-Кост    | Гана                             | 1 – 0                   | Ефіопія                          | Відбір до ЧС 2022                         | -    | 44' 85'  |
| 7-9-2021   | Бахр-Дар     | Ефіопія                          | 1 – 0                   | Зімбабве                         | Відбір до ЧС 2022                         | -    | 33'      |
| 9-10-2021  | Бахр-Дар     | Ефіопія                          | 1 – 3                   | ПАР                              | Відбір до ЧС 2022                         | -    | 75'      |
| 12-10-2021 | Йоганнесбург | ПАР                              | 1 – 0                   | Ефіопія                          | Відбір до ЧС 2022                         | -    | 61'      |
| Усього     |              | Матчів                           | 65                      |                                  | Голів                                     | 10   |          |

## Досягнення

### Клубні
«Сент-Джордж»
- Прем'єр-ліга Ефіопії
  -  Чемпіон (1): 2011/12